# Рими
Рими  — колишнє селище в Україні, існувало в Ічнянському районі Чернігівської області. Підпорядковувалось Южненській сільській раді.
Розташовувалося за 800 м на південний схід від Світанка вздовж автодороги до Верескунів.

## Історія
Селище вперше згадане 1859 року,тоді на хуторі Рим було 2 двори та мешкало 5 жителів. Адміністративно хутір належав до Ічнянської волості Борзянського повіту Чернигівської губерніі
1908 року на хуторі мешкало 54 жителі.
У радянський час село підпорядковувалося Южненській сільраді Ічнянського району.
За даними 1986 року у селищі мешкало 30 осіб.
31 липня 1997 року Чернігівська обласна рада зняла село з обліку у зв'язку з переселенням жителів.
Територія колишнього села вздовж дороги сьогодні майже повністю розорана.